# Tefflus zanzibaricus
Tefflus zanzibaricus är en skalbaggsart. Tefflus zanzibaricus ingår i släktet Tefflus och familjen jordlöpare.

## Underarter
Arten delas in i följande underarter:
- T. z. zanzibaricus
- T. z. alluaudi